# Jörg Schulze (Architekt)

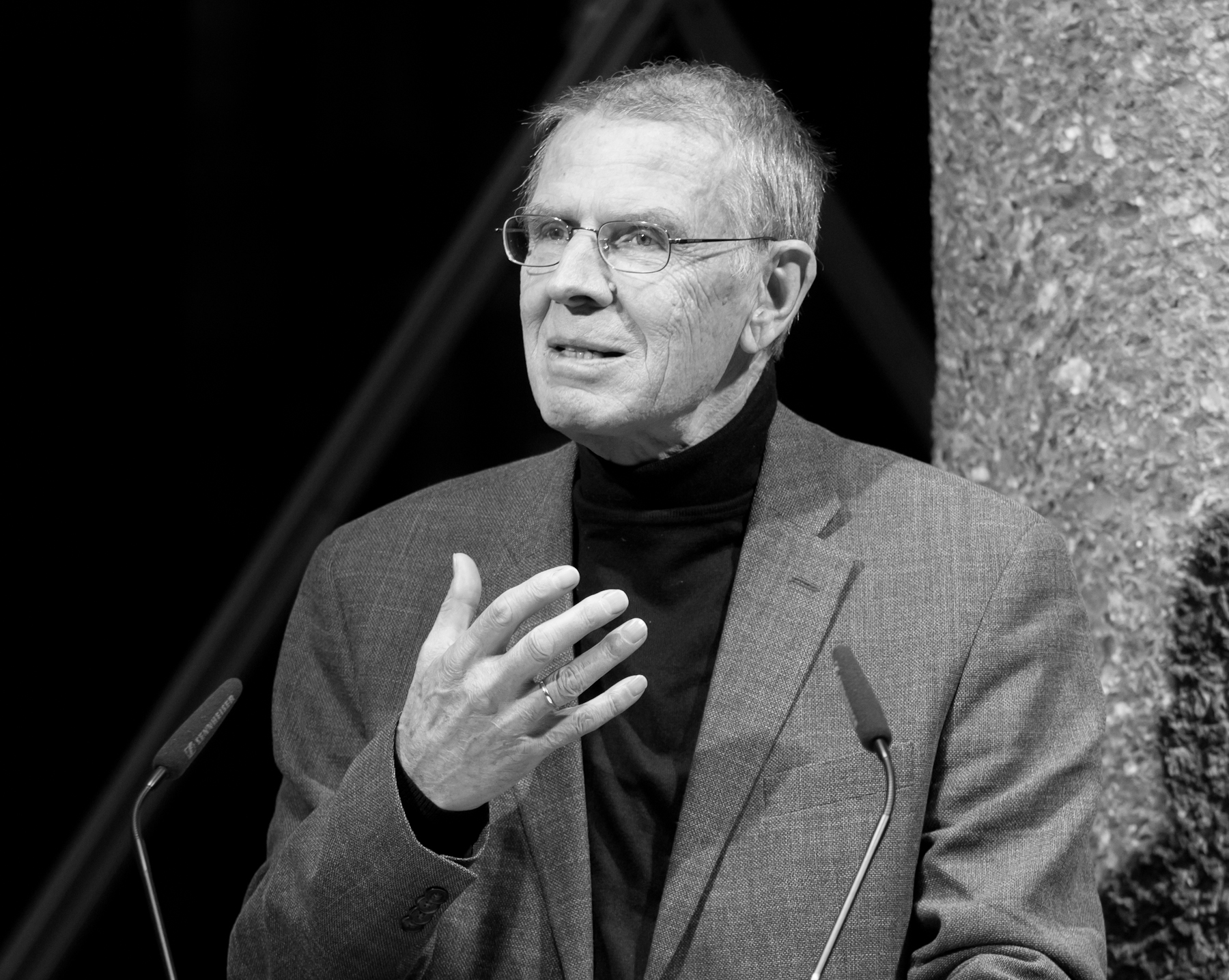
Jörg Schulze (2014)

Jörg Schulze (* 26. September 1938 in Arnswalde, Pommern, heute Polen) ist ein deutscher Architekt und Denkmalpfleger. Er war stellvertretender Amtsleiter des Rheinischen Amtes für Denkmalpflege.

## Leben
Jörg Schulze wuchs in der Nachkriegszeit in Bad Homburg vor der Höhe auf, wo er 1958 sein Abitur ablegte. Im Anschluss studierte er Architektur und Städtebau an der RWTH Aachen und der Technischen Hochschule Berlin. Nach seiner Diplom-Hauptprüfung 1964 folgte ein Referendariat bei der Staatshochbauverwaltung Nordrhein-Westfalen in Köln und Bonn.
Als Sachgebietsleiter für Schulbauten am Staatshochbauamt Siegen war Schulze u. a. für Planung und Realisierung von Schul- und Universitätsbauten verantwortlich. An der neu gegründeten Gesamthochschule Siegen erhielt er 1971 bis 1975 einen Lehrauftrag für Baukonstruktion und Entwerfen. Bis 1977 arbeitete er am Staatshochbauamt Hagen.
1972 wurde er mit einer Dissertation zum Thema Kirchenbauten des 19. Jahrhunderts im alten Siegkreis an der RWTH Aachen zum Dr.-Ing. promoviert.
Von 1977 bis zu seinem Ruhestand 2001 übte Schulze verschiedene Tätigkeiten beim Landeskonservator Rheinland bzw. dem späteren Rheinischen Amt für Denkmalpflege aus. 1980 wurde er Landesbaudirektor und war Mitbegründer des Arbeitskreises Bautechnik der Landesdenkmalpfleger, dessen Sprecher er 1988 wurde. Seit 1986 war er stellvertretender Amtsleiter.
Ab 1984 hatte Schulze einen Lehrauftrag am kunsthistorischen Seminar der Universität Düsseldorf inne; im selben Jahr wurde er zum Honorarprofessor ernannt. Parallel führte er zahlreiche Weiterbildungsseminare im Bereich Denkmalpflege für Handwerker und Architekten durch.
Schulze ist Autor zahlreicher Aufsätze in Fachpublikationen und hielt seit 1980 bundesweit Vorträge zu denkmalpflegerischen Themen, auch über seine Pensionierung im Jahr 2001 hinaus.

## Schriften (Auswahl)
- Kirchenbauten des 19. Jahrhunderts im alten Siegkreis (= Arbeitshefte Landeskonservator Rheinland, Band 21). Rheinland-Verlag, Köln 1977, ISBN 3-7927-0320-3. (zugleich Dissertation, RWTH Aachen, 1972)
- Kulturerbe und Denkmalpflege auf dem Lande. VHW, Landesverband Nordrhein-Westfalen, Bonn 1987.
- Finanzierungs- und Steuertips für Denkmaleigentümer in Nordrhein-Westfalen. Rheinland-Verlag, Pulheim 1986, ISBN 3-7927-0635-0.

Eine ausführliche Auflistung von Veröffentlichungen und Vorträgen ist in der unter Literatur angegebenen Festschrift, S. 181–203, enthalten.